# Ursula Ulrich
Ursula Ulrich (* 28. Juli 1911; † nach 1982) war eine deutsche Schauspielerin.

## Leben
Ihre Karriere begann 1937, als Richard Eichberg sie für seine Abenteuerfilme Der Tiger von Eschnapur sowie dessen Fortsetzung Das indische Grabmal engagierte, welche auf dem gleichnamigen Roman von Thea von Harbou basieren. Bereits ein Jahr später besetzte Heinz Rühmann sie in der Rolle der Bettina für seine erste Regiearbeit Lauter Lügen. Es sollte ihre wichtigste Filmrolle bleiben. Noch einmal arbeitete sie mit Rühmann zusammen: in Kurt Hoffmanns Filmkomödie Hurra! Ich bin Papa! verkörperte sie eine der Freundinnen der Hauptrolle Peter, die Rühmann übernahm. Auch in Karl Ritters Propagandafilm Legion Condor, der den vermeintlich heroischen Erfolg der Legion Condor im Spanischen Bürgerkrieg darstellen sollte, erhielt sie eine kleine Rolle. Der Film blieb jedoch unvollendet.
Ihr vorerst letzter Film war Erich Engels’ Liebeskomödie Das himmelblaue Abendkleid (1941). Erst 1982 konnte man sie unter der Regie von Marcel Ophüls im Fernsehfilm Festspiele wieder in einem Film sehen, danach zog sie sich aus dem Filmschaffen zurück.
Theater spielte sie zum Beispiel 1941 in Straßburg.

## Filmografie (komplett)
- 1938: Der Tiger von Eschnapur
- 1938: Das indische Grabmal
- 1938: Lauter Lügen
- 1938: Wie ein Ei dem anderen (Kurzfilm)
- 1939: Hurra! Ich bin Papa!
- 1939: Legion Condor
- 1940: Polterabend
- 1941: Das himmelblaue Abendkleid
- 1982: Festspiele (Fernsehfilm)